# Toxic shock syndrome
Toxic shock syndrome (TSS), toxiskt chocksyndrom, är en ovanlig sjukdom som orsakas av ett toxin som produceras av bakterier, där Staphylococcus aureus och Streptococcus pyogenes är de vanligaste. 
Sjukdomen blev känd på 1970-talet. De flesta som insjuknade var menstruerande kvinnor som använde tampong, vilket gjorde att sjukdomen kom att kallas tampongsjuka.
Idag inträffar de flesta fallen som komplikation till framförallt hudinfektioner och mycket sällsynt till bihåleinflammationer.
Sjukdomsbilden, som helt beror på giftet, kännetecknas av svår sjukdomskänsla, hög feber, hudutslag som liknar solbränna, svullnad i handflator och fotsulor. Diarré och kräkningar är inte ovanliga, och ofta påverkas även lever, njurar och blodet. De svårast sjuka utvecklar en chockbild, med cirkulationsrubbningar och sänkt blodtryck. 
Själva sjukdomen TSS smittar inte. Däremot kan bakterierna sprida sig från människa till människa eller mellan föremål och människa.
Sjukdomen behandlas med antibiotika mot bakterierna och eventuellt cirkulationsunderstöd. Det finns inga specifikt förebyggande åtgärder men kvinnor bör uppmanas att inte bära en och samma tampong för länge.